# Andrus Värnik
Andrus Värnik (* 27. September 1977 in Valga) ist ein estnischer Speerwerfer. Er ist der erste Leichtathlet seines Landes, der eine Goldmedaille bei Weltmeisterschaften gewann.

## Sportliche Karriere
Sein erster internationaler Wettkampfhöhepunkt waren die Olympischen Spiele 2000 in Sydney, bei denen er das Finale nicht erreichte. Im Sommer 2002 verbesserte er mit 83,47 m erstmals einen estnischen Rekord. Bei den Weltmeisterschaften 2003 in Paris/Saint-Denis belegte er hinter Sergei Makarow (RUS) und vor dem Deutschen Boris Henry den zweiten Platz. Kurz zuvor hatte er in Valga mit 87,83 m einen neuen estnischen Rekord aufgestellt. 2004 erreichte er das Finale bei den Olympischen Spielen in Athen und belegte am Ende den sechsten Platz.
Bei den Weltmeisterschaften 2005 in Helsinki siegte er mit 87,17 m vor dem Olympiasieger Andreas Thorkildsen (NOR) und dem Titelverteidiger Makarow. Zwei Jahre später konnte er bei den Weltmeisterschaften 2007 in Osaka seinen Titel nicht verteidigen und schied mit nur 76,11 m in der Qualifikation aus. Auch im darauf folgenden Jahr konnte er seine Leistungen von 2005 nicht bestätigen und verpasste sogar die Qualifikation für die Olympischen Spiele 2008 in Peking. Trotz Nominierung durch den estnischen Leichtathletikverband verzichtete Värnik, der eine Saisonbestleistung von 82 Metern vorzuweisen hat, aufgrund mangelnder Form auf eine Teilnahme bei den Weltmeisterschaften 2009 in Berlin.
Andrus Värnik hat bei einer Größe von 1,82 m ein Wettkampfgewicht von 100 kg.

## Auszeichnungen
- 2003 und 2005 wurde Värnik zum Sportler des Jahres in Estland gewählt.[2]